# Газодобувна промисловість Казахстану
Газодобувна промисловість Казахстану

## Сучасний стан галузі
У 2000 р. видобуто понад 12 млрд куб.м, у 2002 — понад 14 млрд куб.м. У 2002—2003 рр позитивна динаміка зберігається. Значно збільшили обсяги видобутку газу «Тенгізшевройл», «Карачаганак Петролеум Опер. Ко». За станом на 1 червня 2003 року в підземних сховищах знаходилося 903 млн куб.м природних газу (дані KZ-today). Нарощується виробництво зрідженого газу — у 2003 р очікується виробництво 1045 тис. т ЗПГ.
Газове родов. Карачаганак з високим вмістом сірки Казахстан продає Росії для переробки на Оренбурзькому ГПЗ. Видобуток зростає: 1999 р — 3.8 млрд куб.м, 2000 р — понад 5 млрд куб.м, 2001 р — близько 6 млрд куб.м газу. У 1997—2037 рр. видобуток здійснюватимуть компанії Karachaganak Integrated Organization (KIO) і ННК «Казахойл». До складу KIO входять British Gas, Agip, Texaco і «ЛУКОЙЛ». У 2003 р. завершується друга фаза розробки родовища — річний видобуток становить 14.6 млрд куб.м. Газ Узенського родов. використовується в основному Мангишлацьким атомним енергокомбінатом. До 2015 р планується збільшити видобуток до 70 млрд м3 [Нафтогазова Вертикаль].
Подача газу в основні промислові райони на півдні країни — Південно-Казахстанська, Джамбульська, Алма-Атинська області — утруднена (відсутні транспортні мережі). Тому Казахстан імпортує газ з Узбекистану. Частково вирішить цю проблему освоєння Амангельдинської групи газових родовищ (Джамбульська область, басейн Чу-Сарису).
Вся газотранспортна система республіки знаходиться в управлінні компанії «КазТрансГаз». По території Казахстану проходить система газопроводів «Середня Азія-Центр» (САЦ), п'ять ниток магістральних газопроводів діаметром 1220—1420 мм. У 2001 р. була підписана російсько-казахстанська міжурядова угода про співпрацю в газовій галузі терміном на 10 років. З російської сторони уповноваженою організацією по реалізації угоди виступає ВАТ «Газпром», з казахстанської — ЗАТ «Транспорт нафти і газу». На статус експортера газу Казахстан може претендувати після освоєння запасів родовища Кашаган в Каспійському морі, що станеться не раніше за 2005 р. Передбачається, що при повномасштабній розробці на цьому родовищі можна добувати 30-70 млрд куб.м газу на рік.

## Перспективи газової галузі
Міністерство енергетики і мінеральних ресурсів (МЭМР) РК, національна компанія «КазМунайГаз» і ExxonMobil Kazakhstan Ventures Ltd. з 2003 р. виконують довгостроковий план освоєння ресурсів природного газу в республіці (Програма розвитку газової галузі МЕМР РК на 2003—2010 рр.). В республіці розроблена урядова Концепція розвитку газової галузі на період до 2015 р, яка передбачає два етапи: 1) завершення розвідки нових газових родовищ і організація на них видобутку газу, а також реалізація проектів на Карачаганакському, Тенгізькому нафтогазових родов., побудова газопереробного заводу на Жанажолському родовищі; 2) переробка і транспортування видобутого газу.
Щорічний обсяг видобутку природного газу в Казахстані до 2015 р. планується довести до 45-50 млрд куб.м. Прогнозний обсяг видобутку природного газу в 2005 р. становитиме 20.5 млрд куб.м, а до 2010 р. зросте до 35 млрд куб.м. Споживання природного газу в РК до 2005 р. передбачається на рівні 7.84 млрд куб.м, до 2010 р. — 11.15 млрд куб.м, до 2015 р. — 15.83 млрд куб.м. З урахуванням цих прогнозних даних експортний потенціал країни складе до 2015 р. понад 34 млрд куб.м на рік. При цьому основними напрямами експорту казахстанського природного газу до 2015 р. стануть Росія і Західна Європа.